# アラウダ (小惑星)
アラウダ (702 Alauda) は小惑星帯に位置する比較的大きな小惑星である。ハイデルベルクでヨーゼフ・ヘルフリッヒによって発見された。
ヒバリ属の学名Alaudaにちなんで命名された。

## 軌道
アラウダは大きな衝突族を形成している。 アラウダに軌道が類似する小惑星としては、（581）タウントニア、（1101）Clematis、（1838）ウルサ、（3139）Shantou、（3325）ターディス、（4368）Pillmore、（5360）ロジェストヴェンスキー、（5815）Shinsengumiなどが挙げられている。

## 衛星
2007年7月26日に、ジャン＝リュック・マーゴットらによってヨーロッパ南天天文台のVLTを用いて行われた観測で衛星が発見されて同8月2日に公表され、S/2007 (702) 1という仮符号が付けられた。衛星の直径は約 6 km で、主星から 900 km ほど離れた軌道を約3日の周期で回っている。衛星はその後、VLTのあるチリで話されているマプチェ語で「小さな鳥」を意味する"Pichi üñëm"と命名された。
"Pichi üñëm"は、上記の衝突族を形成した衝突の際に形成され、アラウダに捕捉されたと考えられている。